# ALA Bus
A.L.A Bus S.r.l. è un'azienda italiana attiva nel settore del trasporto pubblico extraurbano in Valdarno e in particolare nei comuni di Castelfranco di Sopra e Castelfranco Piandiscò; l'azienda gestisce inoltre un servizio di noleggio con conducente di mezzi gran turismo. Fa parte dei consorzi Etruria Mobilità e Autolinee Chianti Valdarno.

## Storia
L'azienda nasce nel 1947 a Pian di Scò dove ancora oggi ha sede e parte del deposito. Nel dicembre 2003 A.L.A. Bus ottiene il certificato UNI-EN. Con la lottizzazione del trasporto pubblico toscano avvenuta nel 2005 ALA bus partecipa al consorzio Etruria Mobilità per quanto riguarda la provincia di Arezzo e a Autolinee Chianti Valdarno, per quanto riguarda la provincia di Firenze.